# Sector la Ceiba
Sector la Ceiba är en ort i Mexiko.   Den ligger i kommunen Tihuatlán och delstaten Veracruz, i den sydöstra delen av landet, 210 km nordost om huvudstaden Mexico City. Sector la Ceiba ligger 50 meter över havet och antalet invånare är 147.
Terrängen runt Sector la Ceiba är varierad. Sector la Ceiba ligger nere i en dal. Runt Sector la Ceiba är det mycket tätbefolkat, med 2 431 invånare per kvadratkilometer. Närmaste större samhälle är Poza Rica de Hidalgo, 3,0 km söder om Sector la Ceiba. Omgivningarna runt Sector la Ceiba är en mosaik av jordbruksmark och naturlig växtlighet.